# Proboloides grandimanum
Proboloides grandimanum is een vlokreeftensoort uit de familie van de Stenothoidae. De wetenschappelijke naam van de soort is voor het eerst geldig gepubliceerd in 1896 door Bonnier.